# Ekspedycja Lewisa i Clarka

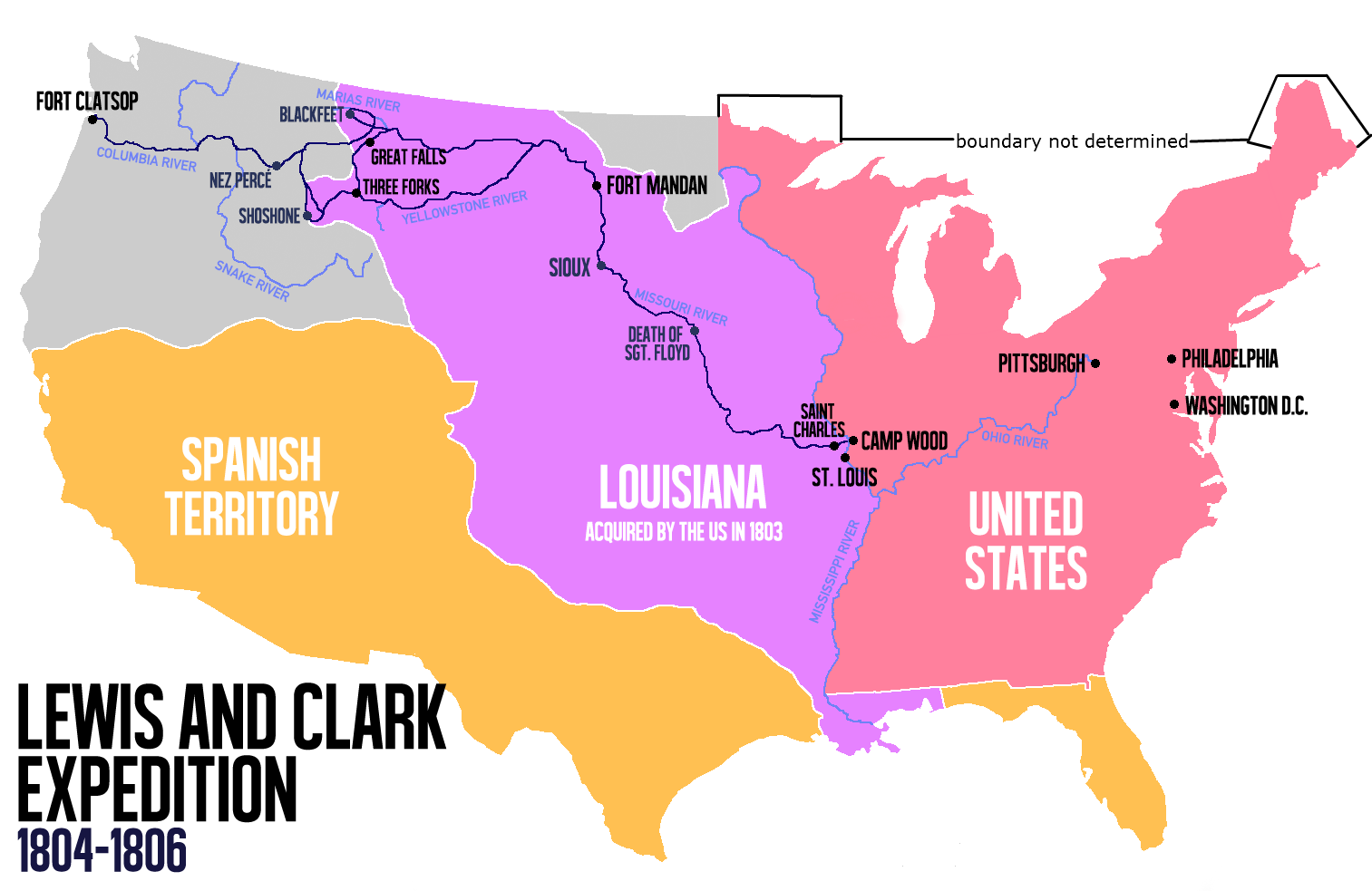
Trasa ekspedycji Lewisa i Clarka.

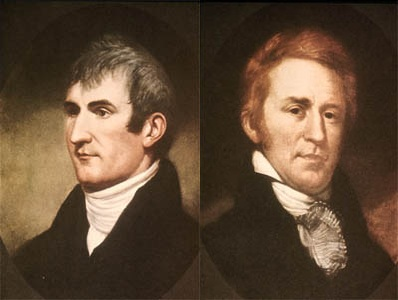
Meriwether Lewis i William Clark, dowódcy ekspedycji

Ekspedycja Lewisa i Clarka (ang. Lewis and Clark Expedition) – pierwsza amerykańska lądowa wyprawa na zachód, która dotarła do wybrzeży Pacyfiku. Miała miejsce w latach 1804–1806 a przewodzili jej podróżnicy i odkrywcy, oficerowie armii amerykańskiej kapitan Meriwether Lewis i porucznik William Clark.

## Tło historyczne
Od początku XVI wieku Europejczycy poszukiwali drogi wodnej, którą można byłoby dotrzeć do Pacyfiku. Brytyjczycy, Skandynawowie i Francuzi badali przede wszystkim Przejście Północno-Zachodnie, Hiszpanie podejmowali (prócz morskich) także wyprawy lądowe. Jednym z pierwszych, którzy dotarli do zachodniego wybrzeża, wędrując ze wschodu na zachód, był Alexander Mackenzie, ale odbył tę podróż (w roku 1793) przeważnie pieszo.
W 1801 zachodnia granica Stanów Zjednoczonych przebiegała wzdłuż rzeki Missisipi, przy czym dwie trzecie ludności kraju mieszkało nie dalej niż 80 kilometrów od wybrzeży Oceanu Atlantyckiego. W styczniu 1803 James Monroe udał się do Paryża, by zorientować się, czy Francja nie byłaby zainteresowana sprzedażą dużego, portowego miasta Nowy Orlean. Ku zaskoczeniu Amerykanina Napoleon Bonaparte zaoferował sprzedaż całej Luizjany.
Zakup Luizjany spowodował nagły wzrost zainteresowania w Stanach Zjednoczonych eksploracją terenów położonych w zachodniej części Ameryki Północnej. Przeczytawszy relację Mackenzie’go, prezydent Thomas Jefferson stał się orędownikiem ekspansji Stanów Zjednoczonych na zachód i 18 stycznia wystąpił z wnioskiem do Kongresu Stanów Zjednoczonych o sfinansowanie ekspedycji badawczej z budżetu federalnego. Gdy Kongres przyznał wymagane fundusze w wysokości 2500 dolarów, Jefferson wybrał na przywódcę ekspedycji kapitana Meriwethera Lewisa. Ten z kolei powierzył współdowodzenie wyprawą Williamowi Clarkowi. Mimo że Clark miał niższą rangę wojskową, Lewis ukrył to przed uczestnikami wyprawy i zawsze zwracał się do Clarka jak do kapitana.

## Przebieg wyprawy
Po kilku miesiącach studiowania astronomii i kartografii 31 sierpnia 1803 roku Lewis wraz z 11 towarzyszami wyruszyli z Pittsburgha w dół rzeki Ohio. Po drodze 15 października w Clarksville w Indianie dołączył do niego Clark. Wyprawa pozostała w Clarksville około dwóch tygodni, a następnie wyruszyła dalej docierając 12 grudnia do Camp Wood River w Illinois, gdzie u zbiegu rzek Missouri i Missisipi założyli obóz. W nim pozostali na zimę. W tym okresie rekrutowali i szkolili dodatkowych uczestników ekspedycji. Tego pierwszego etapu wyprawy z Pittsburgha do Camp Wood w 1803 roku zazwyczaj nie zalicza się do oficjalnej ekspedycji Lewisa i Clarka.
Wiosną, 10 marca 1804 roku obaj odkrywcy uczestniczyli w oficjalnych uroczystościach przekazania Luizjany Stanom Zjednoczonym przez Francję, które miały miejsce w Saint Louis. Oficjalnie ekspedycja rozpoczęła się 14 maja 1804 roku, gdy Clark z główną grupą ludzi wyruszył z Camp Wood. Lewis dołączył do nich z Saint Louis sześć dni później. Ekspedycja dotarła do terenów obecnego stanu Kansas 26 czerwca, 11 lipca wkroczyła na teren obecnego stanu Nebraska, a 18 lipca dotarła do współczesnych granic Iowa.
Ekspedycja posuwała się nie bez przeszkód. Latem kilku uczestników włamało się do składu whisky, a jeden zdezerterował. Przeprowadzony w trybie wojskowym sąd skazał winnych na karę chłosty. Także w tym okresie miała miejsce jedyna ofiara śmiertelna ekspedycji, gdy sierżant Charles Floyd umarł najprawdopodobniej na skutek ataku wyrostka robaczkowego. Pamiętniki ekspedycji wspominają także, że 26 sierpnia Joseph Field zabił pierwszego bizona.

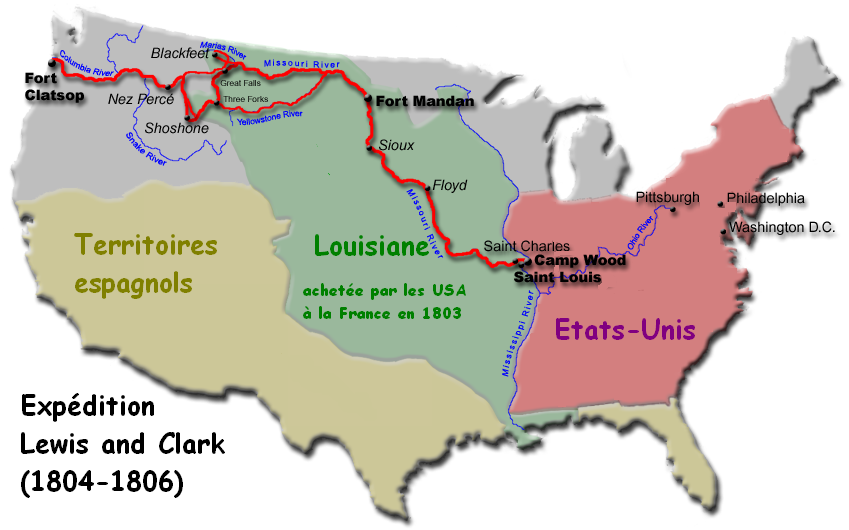
Mapa ekspedycji Lewisa i Clarka

Na początku listopada ekspedycja dotarła do wioski indiańskiego plemienia Mandanów znajdującej się na terenie obecnego stanu Dakota Północna, gdzie zdecydowano rozbić obóz na zimę, znany jako Fort Mandan. W czasie pobytu wśród Indian okazało się, że Lewis i Clark będą od nich w dużym stopniu zależni. Mandanowie na szczęście okazali się całkowicie przyjaźni i obdarowali ich żywnością, chronili przed napadami oraz udzielili im bardzo cennych informacji. Największą pomocą był jednak francuski Kanadyjczyk Toussaint Charbonneau, którego podróżnicy zatrudnili jako tłumacza, oraz jego żona z plemienia Szoszonów o imieniu Sacajawea, która była nieocenionym przewodnikiem. Dzięki niej udawało się także utrzymać przyjazne stosunki z napotykanymi plemionami. Podczas postoju zimą parze urodził się syn, Jean Baptiste Charbonneau.
Cała ekspedycja licząca 33 członków opuściła wioskę Mandanów 7 kwietnia 1805 roku i udała się znowu na Missouri. Cztery miesiące później udało im się osiągnąć ostatni górny odcinek rzeki nadający się do żeglugi. Plemię Szoszonów dowodzone przez brata Sacajawei dostarczyło im koni. W końcu września przekroczyli góry Bitterroot. Zziębnięci, przemoczeni i głodni zostali przyjęci przez Indian z plemienia Nez Percé. Następnie popłynęli w dół rzeki Kolumbia i osiągnęli wybrzeże Pacyfiku w listopadzie. Zimę spędzili nad oceanem i w marcu 1806 roku wyruszyli w drogę powrotną. Wyprawa oficjalnie zakończyła się wraz z powrotem do Saint Louis 23 września i trwała dwa lata, cztery miesiące i dziesięć dni.